# Borszyn Wielki
Borszyn Wielki est une localité polonaise de la gmina et du powiat de Góra en voïvodie de Basse-Silésie.
En 2021, la localité recense 123 habitants.